# Хинтикка, Яакко
Каарло Яакко Юхани Хинтикка (фин. Kaarlo Jaakko Juhani Hintikka; 12 января 1929, Вантаа — 12 августа 2015) — финский философ и математик. Эксперт в различных областях математической логики, теории игр, философии математики, эпистемологии, философии науки, метафизики, а также в других философских специализациях и сопутствующих исторических вопросах, среди которых теории Аристотеля, Рене Декарта и Людвига Витгенштейна. Иностранный член Российской академии наук (1999). Лауреат Премии Рольфа Шока (2005).
Докторскую диссертацию защитил в 1953 году под руководством Георга фон Вригта. В период 1958—1959 годов — он младший научный сотрудник в Гарварде, после перерыва — в Хельсинки, Флориде и Стэнфорде. С 1990 года — профессор философии Бостонского университета.
Круг научных интересов значительно расширяется от ранних работ, посвящённых применению нормальных форм в теории моделей, семантике модальной логики, деонтической логике до разнообразных направлений теоретической философии (модальность, время, научная методология). В книге «Знание и вера: введение в логику два понятия» (1962) разработал один из первых формальных языков эпистемической логики. При этом его целью было представить точные дефиниции логических основ для суждений в науке и религии. Помимо того, Хинтикка развивал логику вопросов (интеррогативную логику).
В 2015 году прочёл фон-райтовскую лекцию в Хельсинкском университете.
Скончался 12 августа 2015 года в Порвоо после непродолжительной болезни.

## Избранная библиография
- The Principles of Mathematics Revisited ISBN 0-521-62498-3
- Paradigms for Language Theory and Other Essays ISBN 0-7923-4780-3
- Lingua Universalis vs Calculus Ratiocinator ISBN 0-7923-4246-1
- Inquiry as Inquiry: A Logic of Scientific Discovery ISBN 0-7923-5477-X
- Language, Truth and Logic in Mathematics (Selected Papers, Bd. 3), Dordrecht [u.a.] : Kluwer 1998, ISBN 0-7923-4766-8
- Ludwig Wittgenstein: Half-Truths and One-and-a-Half-Truths ISBN 0-7923-4091-4
- Analyses of Aristotle ISBN 1-4020-2040-6
- The Logic of Epistemology and the Epistemology of Logic ISBN 0-7923-0040-8
- mit Merrill B. Hintikka: Untersuchungen zu Wittgenstein, Frankfurt am Main : Suhrkamp 1990, ISBN 3-518-57980-0 (Übers. von Investigating Wittgenstein)
- Time and necessity : studies in Aristotle’s theory of modality, Oxford : Clarendon Press 1973
- Knowledge and Belief : An Introduction to the Logic of the Two Notions, Cornell, University Press, 1962
- Логико-эпистемологические исследования : Сб. избр. статей. (Пер. с англ.) / Сост., вступит. статья и общ. ред. В. Н. Садовского и В. А. Смирнова. — М. : Прогресс, 1980. — 447 с.
- Принципы математики : новый взгляд / Яакко Хинтикка. Революция в логике? / Я. Хинтикка, Г. Санду; перевод с англ.: В. В. Целищев. — М. : Канон-плюс : Реабилитация, 2022. — 397 с. — (Библиотека аналитической философии) — ISBN 978-5-88373-738-0